# 白马镇 (南京市)
白马镇，是中华人民共和国江苏省南京市溧水区下辖的一个乡镇级行政单位。

## 行政区划
白马镇下辖以下地区：
白马桥社区、上洋村、白马村、石头寨村、曹家桥村、大树下村、革新村、朱家边村、白龙村和浮山村。